# بيير دومينيك
بيير دومينيك (بالفرنسية: Pierre Dominique)‏ هو صحفي وكاتب فرنسي، ولد في 8 أبريل 1889 في Courtenay, Loiret ‏ في فرنسا، وتوفي في 6 مايو 1973 في باريس في فرنسا.